# 民話と紙芝居の家
民話と紙芝居の家（みんわとかみしばいのいえ）は、群馬県利根郡みなかみ町猿ヶ京温泉にある民話と紙芝居をテーマにした町立の施設である。

## 概要
- 『まんてん星の湯』[1][2]と同じ敷地内にあり、地元の語り手によって地元民話・影絵・紙芝居・のぞきからくりを実演。

## 沿革
- 2002年（平成14年）- 5月、NPOにいはるこども文化塾設立[3]（代表 持谷靖子[4]）
  - 11月3日、第16回『国民文化祭』が群馬県で開催（新治村で民話祭を開催）
  - 12月、開館（村から民話と紙芝居の家を運営委託）
- 2008年（平成20年）- 1月、第6回FM OZEハートウォーミング大賞（文化芸能部門賞）を受賞。
- 2013年（平成25年）- 6月1日、第18回紙芝居サミット（紙芝居と民話 ひろがる世界）をみなかみ町で開催[5]。
- 2015年（平成27年）- 9月9日、持谷靖子館長が第55回 久留島武彦文化賞を受賞[6][7][8]。

## 交通
- 鉄道：JR上越新幹線上毛高原駅・上越線後閑駅から関越交通バスで約30分[9][10]見晴下で下車、徒歩5分。
- 車：関越自動車道月夜野ICより約25分（国道17号、猿ヶ京温泉方面・猿ヶ京の信号を右折200m右側）
  - 無料駐車場（150台）